# Успенський (Калузька область)
Успенський (рос. Успенский) — селище в Хвастовицькому районі Калузької області Російської Федерації.
Населення становить 3 особи. Входить до складу муніципального утворення Село Хвастовичі.

## Історія
Від 2004 року входить до складу муніципального утворення Село Хвастовичі

## Населення
| 2002 | 2010 |
| ---- | ---- |
| 15   | ↘4   |